# Beate Mäckle
Beate Mäckle es una deportista alemana que compitió para la RFA en natación sincronizada. Ganó una medalla de plata en el Campeonato Europeo de Natación de 1974, en la prueba dúo.

## Palmarés internacional
| Campeonato Europeo | Campeonato Europeo       | Campeonato Europeo | Campeonato Europeo |
| Año                | Lugar                    | Medalla            | Prueba             |
| ------------------ | ------------------------ | ------------------ | ------------------ |
| 1974               | Ámsterdam (Países Bajos) | Medalla de plata   | Dúo                |